# Adenopterus amiensis
Adenopterus amiensis är en insektsart som beskrevs av Desutter-grandcolas 1997. Adenopterus amiensis ingår i släktet Adenopterus och familjen syrsor. Inga underarter finns listade i Catalogue of Life.